# クロード・シャップ

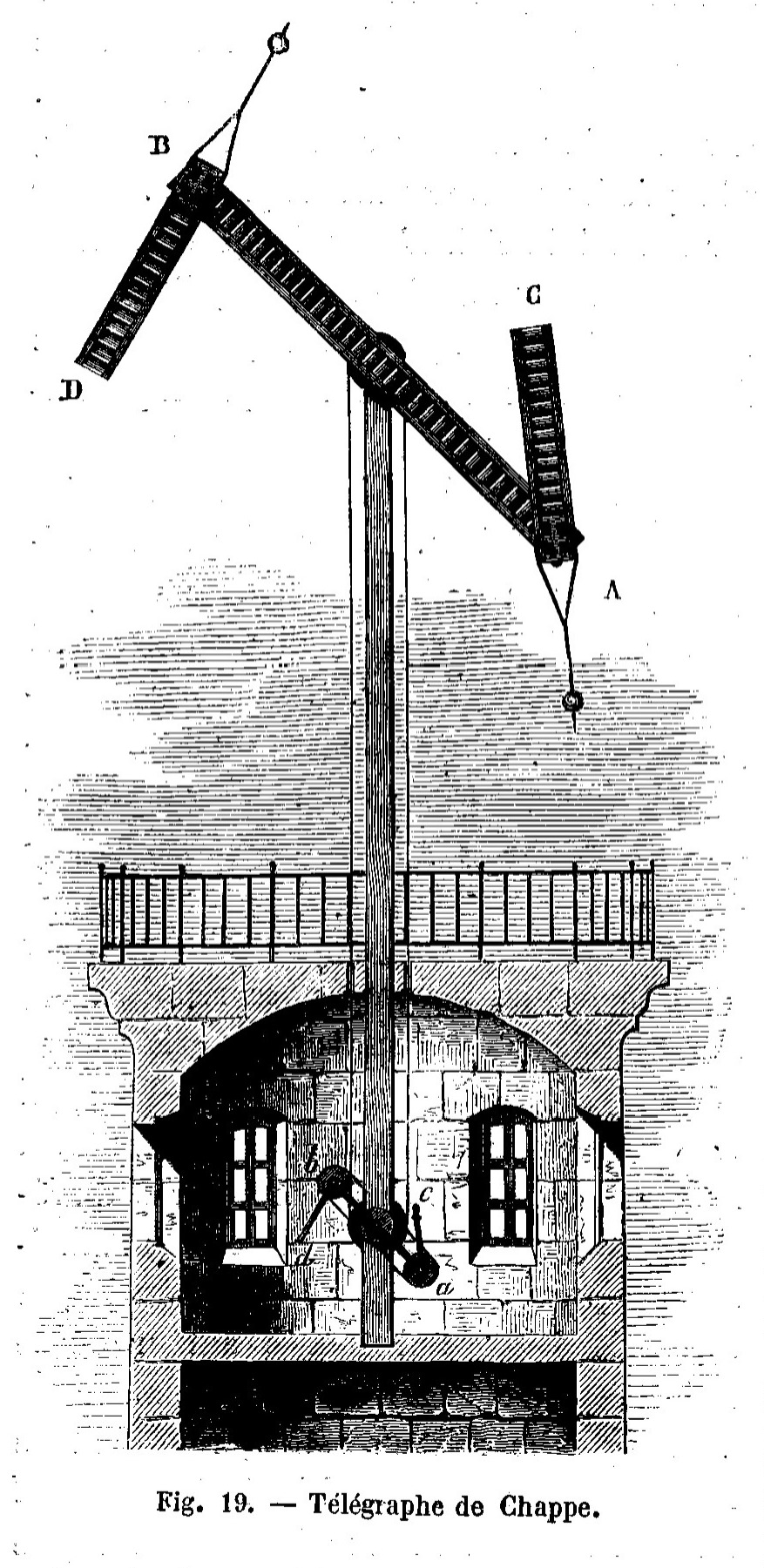
腕木通信機

クロード・シャップ（フランス語：Claude Chappe 、1763年12月25日 - 1805年1月23日）は、フランスの発明家である。腕木通信を発明しフランス全土の通信網整備を行った。
腕木通信の整備には5人の兄弟全員が協力して当たったという。

## 伝記
- 1763年12月25日 - サルト県のブリュロンでイニャス・ユルベン・シャップとマリー・ルネ・ド・ヴェルナの次男として生まれた。
- ルーアンのジョワーズ大学を卒業。
- 1783年 - 神学校を卒業、聖職者となった。
- パリ物理学学会の会員となった。
- 1789年 - 聖職者の身分を捨てて故郷のブリュロンへ帰った。
- 1791年3月2日 - 最初の通信機の公開実験を行い16キロの距離での実験に成功した。
- 1792年 - パリでの公開実験を行おうとするが、政情不安定なパリで盗難や焼き討ちにあい失敗した。
- 1793年 - アブラアム＝ルイ・ブレゲの協力を得て腕木通信機を発明した。
  - 7月12日 - 腕木通信の公開実験を行い成功する、これによりパリ・リール間の通信網の整備が決定した。
- パリの基地はルーヴル宮殿の上に設置された。
- 1804年 - アブラアム＝ルイ・ブレゲなどを初めとする多数の人物から発明の盗用を中傷されるようになった。
- 1805年1月23日 - パリ市役所の建物から飛び降り自殺した。
- 自殺後は他の兄弟が腕木通信の拡張と運用に当たった。

## 兄弟
- 長男 : イニャス・ユルベン・ジャン・シャップ （1762年 - 1829年）
- 次男 : クロード・シャップ （1763年 - 1805年）
- 三男 : ピエール・フランソワ・シャップ （1765年 - 1834年）
- 四男 : ルネ・シャップ （1769年 - 1854年）
- 五男 : アブラアン・シャップ （1773年 - 1849年）

## 参考資料
- 中野明『腕木通信 ナポレオンが見たインターネットの夜明け』（朝日選書、2003年） ISBN 9784022598400